# Vinmonopolet
Vinmonopolet (símbolo Ⓥ, establecido el 30 de noviembre de 1922) es una empresa pública en Noruega. Vinmonopolet tiene el monopolio de todas ventas al por menor en Noruega de cervezas, vinos, licores y refrescos con alcohol (el alcohol con más de 4,75% en volumen). Vinmonopolet opera más de 300 tiendas por bebida alcohólica en toda Noruega, además de la tienda de internet.

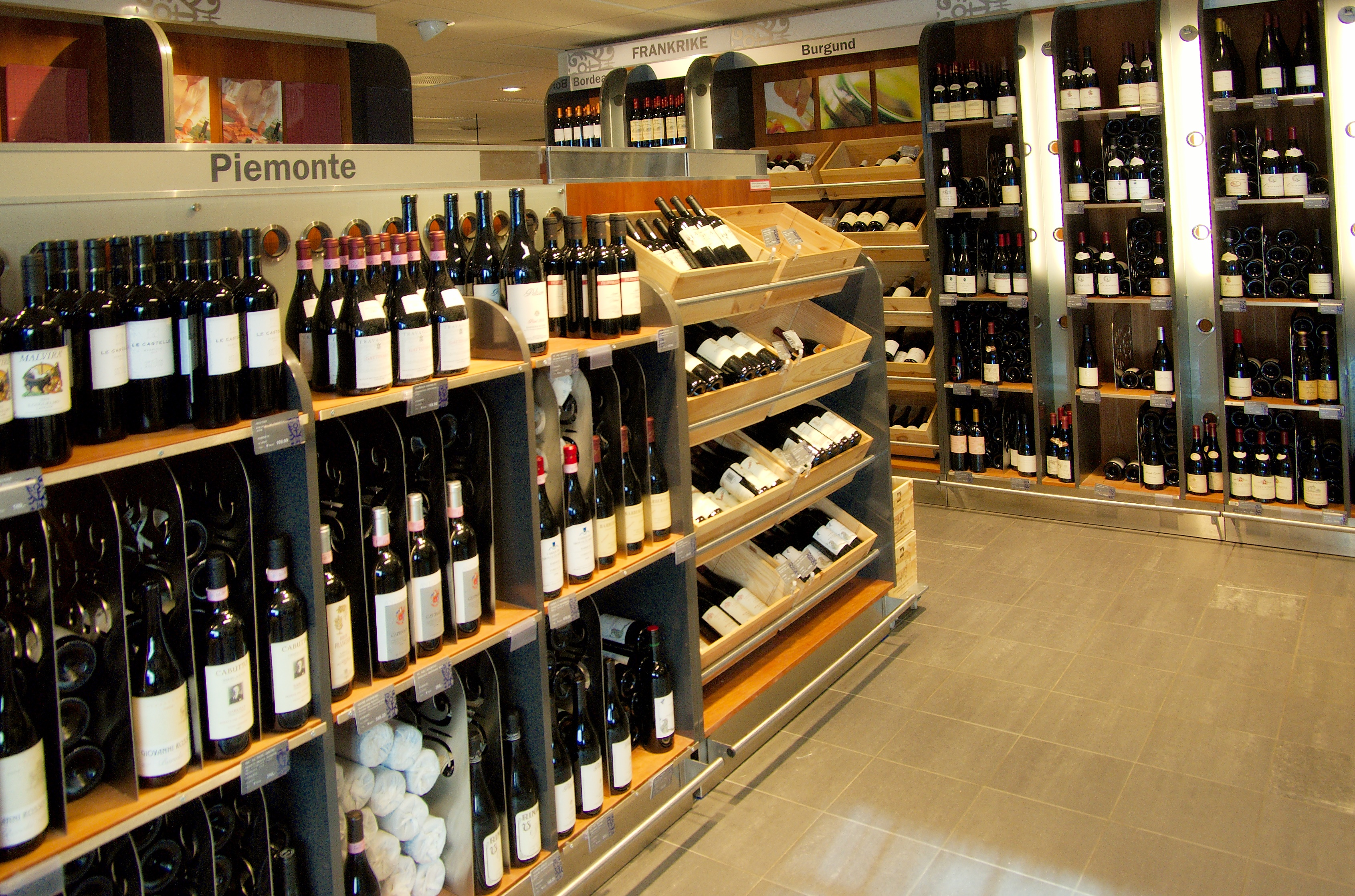
Departamento de vinos en una tienda de Vinmonopolet en Briskeby, Oslo

La administración de Vinmonopolet situado en el centro de Oslo. Además un almacén central situado en las afueras del centro de la ciudad es Vinmonopolet raíces.
De acuerdo con la legislación noruega, la bebida con contenido alcohólico de más del 22 por ciento en volumen, que se vende sólo a personas mayores  de 20 años.
En Noruega Vinmonopolet es una parte importante de la política de alcohol del país, el propósito de los cuales es la de limitar el consumo de alcohol. La mayoría de los extranjeros piensan la selección es extensa pero que los precios son muy altos. 